# Жонгар-Алатауский национальный парк
Жонгар-Алатауский государственный национальный природный парк (каз. Жоңғар Алатауы мемлекеттік ұлттық табиғи паркі) — охраняемая природная территория на юго-востоке Казахстана. Создан согласно Постановлению Правительства РК № 370 от 30 апреля 2010 года. Расположен в Аксуском, Саркандском и Алакольском районах Жетысуской области Казахстана. Общая площадь природного парка составляет 356 022 гектара.
Полное наименование на русском языке: государственное учреждение «Жонгар-Алатауский государственный национальный природный парк» Комитета лесного и охотничьего хозяйства Министерства экологии, геологии и природных ресурсов Республики Казахстан. Учреждение является юридическим лицом и имеет категорию республиканского значения.

## Местоположение

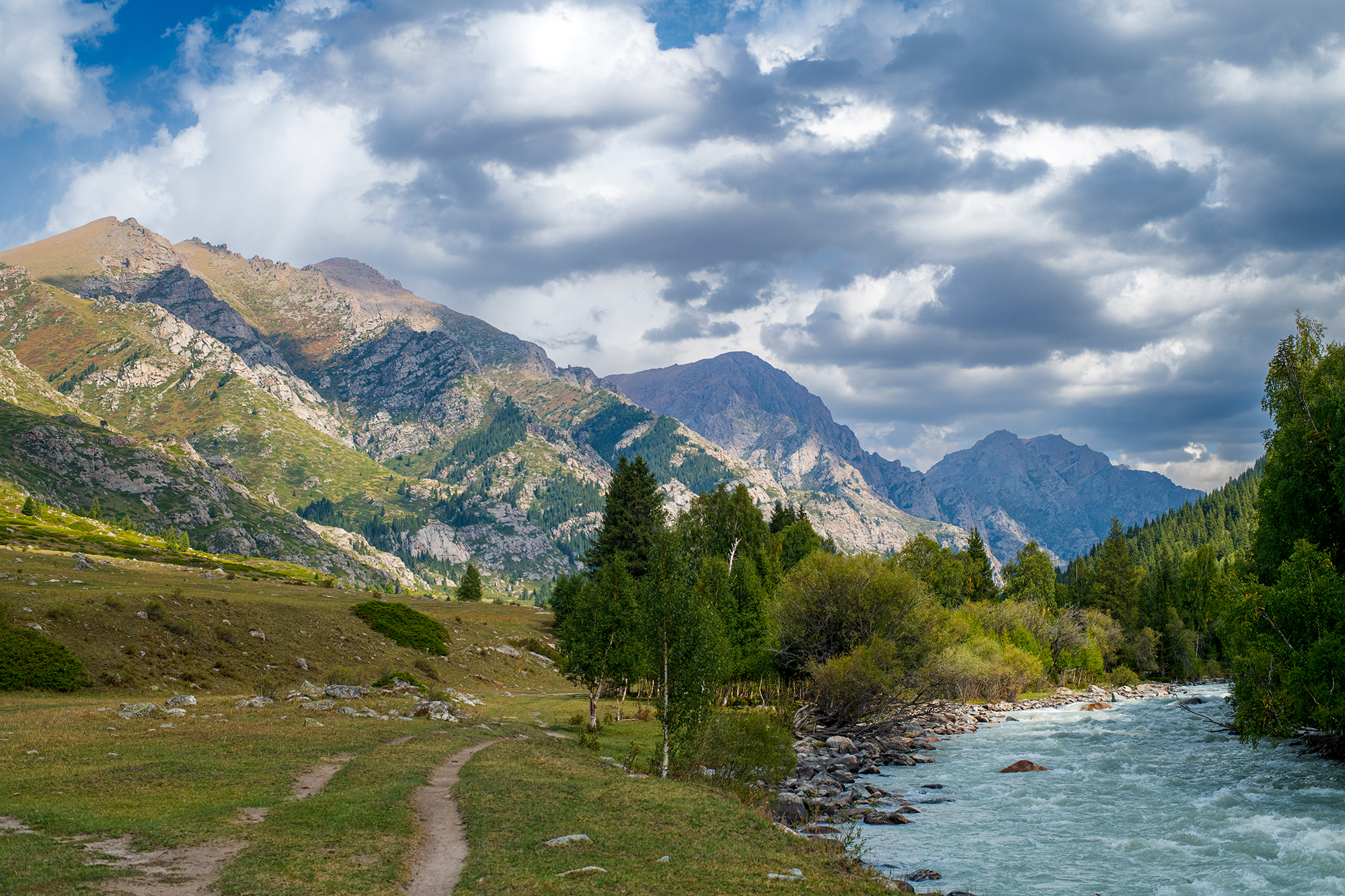
Ущелье реки Кора

Открытие нового природного парка явилось результатом многолетней работы экологов, специалистов в области лесного хозяйства, общественности, государственных органов. Содействие в разработке обоснования и технической документации для создания парка оказали: Правительство Республики Казахстан, Глобальный Экологический Фонд, Программы развития ООН «Сохранение in-situ горного агробиоразнообразия в Казахстане». С их помощью разрабатываются и осуществляются комплексы мероприятий по поддержанию глобально значимого агробиоразнообразия дикоплодовых лесов на территории юго-восточного Казахстана.
Жонгар-Алатауский национальный парк имеет филиалы:
1. Саркандский, Жетысуская область, Саркандский район, г. Сарканд;
2. Лепсинский, Жетысуская область, Алакольский район, с. Лепси;
3. Алакольский, Жетысуская область, Алакольский район, с. Кокжар.

## Флора и фауна
Жонгар-Алатауский национальный парк создан с целью сохранения биоразнообразия (в том числе генофонда глобально значимых дикоплодовых лесов) и естественных горных ландшафтов, имеющих особую экологическую, генетическую, историческую и эстетическую ценность. Особое внимание уделяется сохранению и восстановлению уникальных яблоневых лесов (яблоня Сиверса, которая является прародительницей всех культурных сортов яблони мира, яблоня Недзвецкого) — источника генетических ресурсов мирового значения.

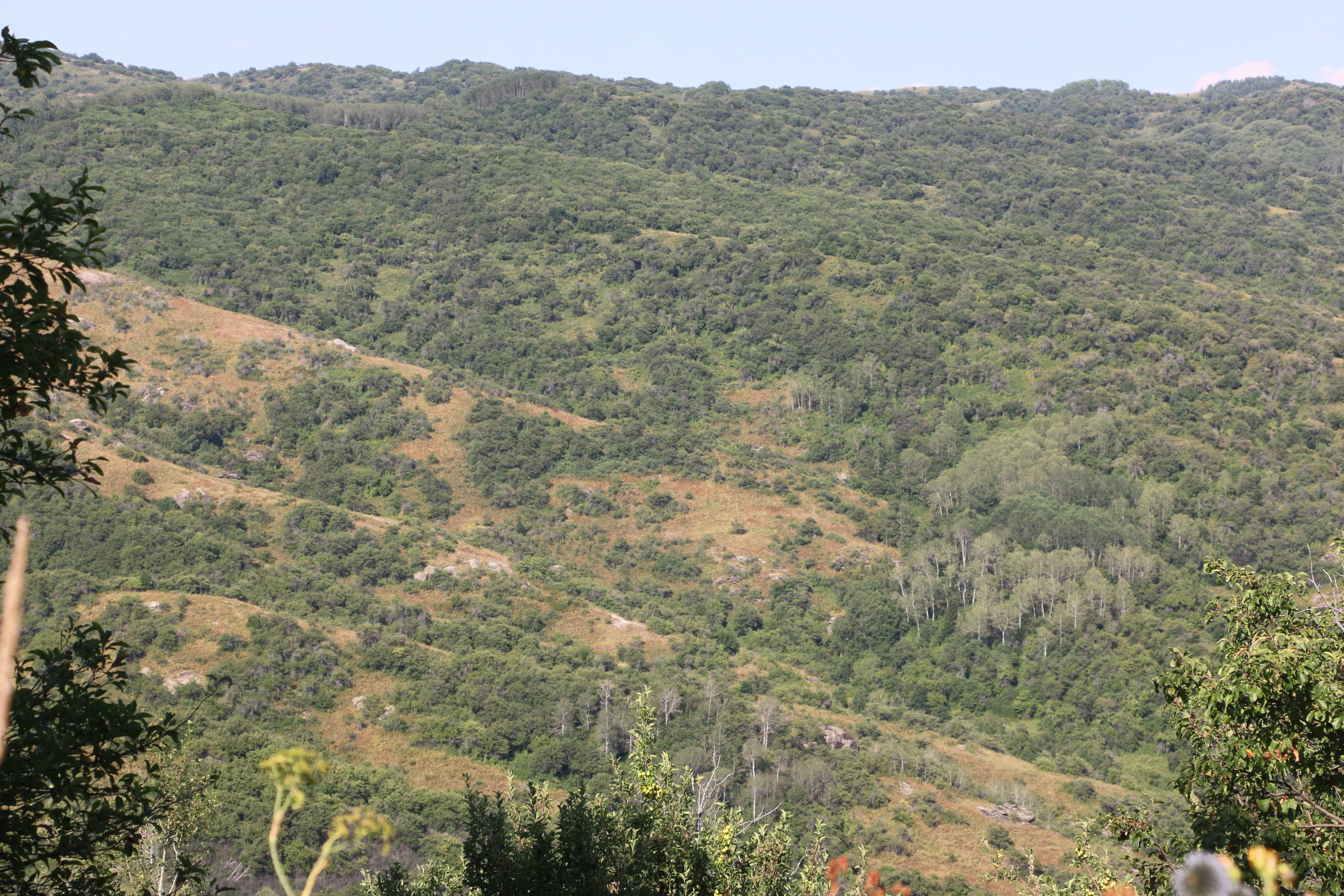
Дикие яблони Сиверса в национальном парке

В природном парке, за счет расположения, произрастают разнообразные дикие плодово-ягодные виды деревьев и кустарников: абрикос обыкновенный, барбарис кругло плодный, тянь-шаньская вишня, шиповник Альберта, смородина Мейера и т. д. На территории парка произрастает 2168 видов растений, из которых 76 эндемичные и встречаются только на этом хребте. По разнообразию животного мира природный парк уступает только Алтаю.
Фауна парка включается в себя: костная рыба — 2 вида, земноводные — 2 вида, пресмыкающиеся — 8 видов, птицы — 238 видов, млекопитающие — более 50 видов. Также на территории парка встречаются редкие и исчезающие виды животных: данатинская жаба (Среднеазиатская_жаба), чёрный аист, беркут, бородач, балобан, филин, тянь-шаньский бурый медведь, каменная куница, туркестанская рысь, снежный барс и т.д.